# Damalisc de Hunter
El damalisc de Hunter (Beatragus hunteri) és una espècie d'antílop que viu a les planúries herboses àrides que es troben a la frontera entre Kenya i Somàlia. És l'únic membre del gènere Beatragus.

## Descripció
- Mesura entre 100 i 125 centímetres d'alçada a l'espatlla i pesa entre 80 i 118 quilograms.
- El seu pelatge és d'un color marró sorrenc, més gris en els mascles que en les femelles, amb una regió ventral més clara i una petita ratlla blanca per sobre el pont del nas.
- El clatell té una pell molt dura que forma crestes quan les orelles es posen erectes.
- Les banyes tenen forma de lira i crestes molt visibles.
- Se'l coneix, també, com a «antílop de quatre ulls» a causa de les seves grans glàndules preorbitàries.

## Distribució geogràfica
Es troba entre el riu Tana (Kenya) i el riu Juba (Somàlia). L'any 1963 una petita població de 20 individus fou introduïda al Parc Nacional de Tsavo East.

## Alimentació
Menja gramínies (com ara, Panicum infestum, Digitaria rivae i Latipes senegalensis) i herbàcies (entre les quals, Portulaca oleraceae, Commelina erecta i Tephrosia subtriglora).

## Depredadors
A l'àrea de Garissa és depredat pels lleons i els licaons, mentre que a la regió de Tsavo ho és per lleopards i lleons. Les hienes i les àligues cacen les cries poc després de néixer i abans que les mares i llurs cries es reuneixin amb la bandada. A més, és una presa habitual dels caçadors furtius (personal militar, civils, pastors i bandes locals).